# Sosnówka (Jelenia Góra)
Pour les articles homonymes, voir Sosnówka.
Sosnówka est une localité polonaise de la gmina de Podgórzyn, située dans le powiat de Jelenia Góra en voïvodie de Basse-Silésie.